# Liste der beweglichen Denkmäler in Duisburg
Die Liste der beweglichen Denkmäler in Duisburg enthält die sieben beweglichen Denkmäler auf dem Gebiet Stadt Duisburg in Nordrhein-Westfalen, die nach dem Denkmalschutzgesetz Nordrhein-Westfalen (DSchG NRW) für schützenswert befunden wurden. Sie sind im Teil C in der Duisburger Denkmalliste eingetragen (Stand: 29. August 2022).

## Liste der beweglichen Denkmäler in Duisburg
| Denkmal- nummer | Bezeichnung                                   | Lage                                   | Erbaut    | Eingetragen seit | Beschreibung | Bild                                             |
| --------------- | --------------------------------------------- | -------------------------------------- | --------- | ---------------- | --- | ------------------------------------------------ |
| 1               | Radschleppdampfer „Oscar Huber“               | Ruhrort Gustav-Sander-Platz Karte      | 1921–1922 | 22.03.1988       | | weitere Bilder                                   |
| 2               | Glocke an der Evangelischen Kirche Meiderich  | Meiderich Auf dem Damm 6 Karte         | 1487      | 23.04.1990       | Die Alte Meidericher Glocke wurde nach Schätzungen Anfang des 14. Jahrhunderts gegossen. Sie gehört neben dem Kirchturm zu den einzigen Überresten der ehemaligen Georgskirche, an dessen Stelle heute die Evangelische Kirche Meiderich steht. 1905 ging sie nach Alstaden, befindet sich jedoch heute wieder in Meiderich und ist südlich der Kirche ausgestellt. | weitere Bilder                                   |
| 3               | Krananlage                                    | Mitte Johannes-Corputius-Platz 1 Karte |           | 11.07.1990       | Krananlage im Bereich des Stadthistorischen Museums am Innenhafen | Radschleppdampfer „Oscar Huber“                  |
| 4               | Museumsschiff „MS Bilgenentöler 2“            | Ruhrort Apostelstraße Karte            | 1937      | 20.08.1990       | einer der ersten Bilgenentöler der Welt mit der Bezeichnung „BIBO 2“, 1988 außer Dienst genommen und heute als technisches Denkmal im Innenhof des Museums der Deutschen Binnenschifffahrt ausgestellt | MS Bilgenentöler 2 (ship, 1937)                  |
| 5               | Museumsschiff Eimerkettendampfbagger „Minden“ | Ruhrort Gustav-Sander-Platz Karte      | 1882      | 26.06.1991       | | weitere Bilder                                   |
| 6               | Dampfkran                                     | Ruhrort Gustav-Sander-Platz Karte      | 1897      | 16.06.1991       | einzig erhaltenes Exemplar dieser Bauart, bis 1974 im Parallelhafen im Einsatz mit Tragkraft von 4 Tonnen, nach einem Umbau bis zu 4,5 Tonnen. Als Stiftung des letzten Besitzers 1977 auf dem Platz vor der Schifferbörse ausgestellt. | Denkmalgeschützter Dampfkran in Duisburg-Ruhrort |
| 7               | Kranschiff „Fendel 147“                       | Ruhrort Am Eisenbahnbassin Karte       | 1922      | 22.07.2009       | Das Kranschiff „Fendel 147“ wurde von der Reederei Fendel in Auftrag gegeben und 1922 aus Stahlblech von der Schiffs- und Maschinenbau AG Mannheim gebaut. Bis es 1988 technisch veraltet und unrentabel war, war es 66 Jahre im Dienst. 1994 wurde es von der zuständigen Reederei Stinnes an das Museum der Deutschen Binnenschifffahrt geschenkt und dort saniert und wieder in den Originalzustand der 1920er Jahre zurückgebaut. Das Schiff ist 65,95 m lang, 9,02 m breit und hat eine Ladekapazität von 750 Tonnen. Beim Kran handelte es sich bis 1964 um einen kohlebefeuerten Dampfkran; 1964 wurde er durch einen Dieselkran des Unternehmens Sennebogen mit fünf Tonnen Tragkraft ersetzt.                                                                                                  |                                                  |
| 8               | Historische Straßenbahn, Triebwagen 177       | —                                      | 1926      | 17.10.2016       | Neben Wagen 176, der 1983 bei einem Brand zerstört wurde, der zweite Straßenbahn-Prototyp („Harkortwagen“), erstmals mit einem Drehgestell ausgestattet und damit wegweisend für den modernen Straßenbahnbau nach dem Zweiten Weltkrieg, erbaut von der Firma Harkort aus Hochfeld. 1969 wurden die Wagen außer Dienst gestellt, Wagen 177 wurde von 1984 an für Sonderfahrten genutzt. Nach der Beschädigung durch einen Unfall im April 2015 sowie weiterer Altersschäden trennte sich die Duisburger Verkehrsgesellschaft aufgrund der unwirtschaftlich hohen Reparatur- und Erhaltungskosten von dem Wagen. Jener wurde im März 2016 zunächst zur Aufbereitung nach Wesel gebracht. Im Juni 2017 wurde der Harkortwagen von seinem neuen Besitzer zur gewerblichen Nutzung nach Norwegen verbracht. | Harkortwagen Nr. 177                             |
| 9               | Taucherglockenschiff „Carl Straat“            | Ruhrort Schlickstraße 21 Karte         | 1963      | 24.01.2022       | | weitere Bilder                                   |